# سیارک ۸۳۱۷
سیارک ۸۳۱۷ (به انگلیسی: 8317 Eurysaces، نامگذاری:4523P-L) هشت هزار و سیصد و هفدهمین سیارک کشف شده‌است که در ۲۴ سپتامبر ۱۹۶۰ کشف شد.
قدر مطلق سیارک برابر ۱۰٫۷۰ است.